# Elizabeth Savage
Elizabeth Savage, geb. Elizabeth Fitzgerald (* 15. Februar 1918 in Hingham; † 15. Juli 1989 in Langley) war eine US-amerikanische Schriftstellerin.

## Leben
Elizabeth Fitzgerald kam als Tochter des Autors und Literaturwissenschaftlers Brassil Fitzgerald (1896–1962) in Hingham zur Welt. Die Familie zog 1926 nach Montana, als Brassil Fitzgerald an der dortigen Montana State University in Missoula einen Lehrposten erhielt. Bereits im Kindesalter hatte Elizabeth Fitzgerald zu schreiben begonnen und im Alter von zehn Jahren ihren ersten Roman Lacquer Lady fertiggestellt. Samuel French veröffentlichte ihr Theaterstück The Master in the House, das sie als Schülerin an der Missoula County High School geschrieben hatte. Sie begann 1936 ein Studium am Colby College in Waterville und lernte 1937 zunächst über einen Briefwechsel den späteren Schriftsteller Thomas Savage kennen, der an der Montana State University in Missoula Kurse ihres Vaters besucht hatte. Er begann kurz darauf wie sie ein Studium am Colby College und beide heirateten im Herbst 1939.
Nach Ende des Studiums 1940 zog die Familie zunächst nach Chicago, lebte kurzzeitig in Horse Prairie, Montana, auf der Ranch von Thomas Savages Stiefvater und ließ sich 1943 in Massachusetts nieder. Bereits 1942 und 1943 waren die beiden Söhne des Paars auf die Welt gekommen; 1949 folgte das dritte und letzte Kind, eine Tochter. Im Jahr 1955 zog die Familie nach Georgetown. Savage veröffentlichte ihren ersten Roman Summer of Pride 1961, kehrte jedoch erst zum Schreiben zurück, als alle drei Kinder erwachsen geworden waren: Zwischen 1970 und 1980 erschienen acht weitere Romane. Ihre letzten Lebensjahre verbrachte Elizabeth Savage mit ihrem Mann in Langley auf Whidbey Island, wo sie 1989 an Lungenkrebs verstarb.

## Wirken

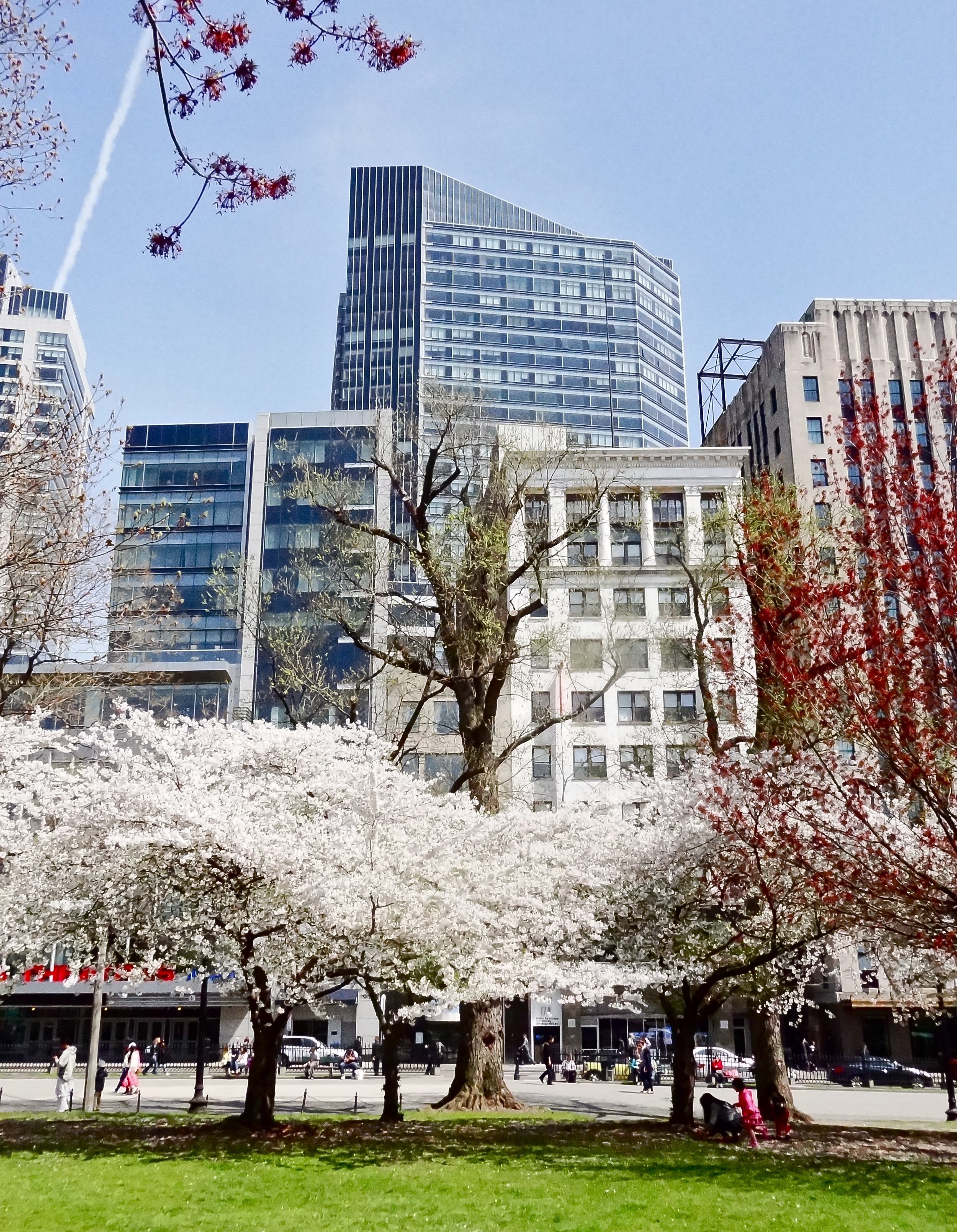
Das Ritz-Carlton in Boston (Mitte), Schauplatz von Savages bekanntestem Roman The Last Night at the Ritz

Elizabeth Savage und Thomas Savage waren beide als Schriftsteller tätig, veröffentlichten aber keine gemeinsamen Romane. Elizabeth Savage fungierte jedoch als Lektorin der Romane ihres Mannes. Sie veröffentlichte neben verschiedenen Essays, darunter 1952 The Sheep Queen of Idaho über Thomas Savages Großmutter, zwischen 1961 und 1980 insgesamt neun Romane bei Little, Brown and Company, die sie selbst rückblickend als „nine entertainments“ bezeichnete. Die Romane spielen teilweise im Westen Amerikas, teilweise in ihrer Wahlheimat Maine; in A Fall of Angels verarbeitete sie ihre Reisen nach Jamaika.
Häufig behandelte Savage Familienkonflikte – die neue Ehefrau, die Teil eines festen Familiengefüges werden will (But Not For Love), das Ehepaar, das zusammen Urlaub in Jamaika macht und am Ende die Ehe infrage stellt (A Fall of Angels) oder die Ehefrau, die von der Affäre ihres Mannes erfährt (A Good Confession, Toward the Ende). Oft wird in Savages Romanen das Leben von Frauen plötzlich grundlegend erschüttert, wobei die Ursachen außerhalb ihrer Einflusssphäre liegen. Eine Ausnahme bildet ihr 1978 erschienener historischer Roman Willowood über Dante Gabriel Rossetti, seine Schwester und seine Frau Elizabeth Siddal.
Ihr Debütroman Summer of Pride erschien Anfang 1961. Der auf einer Ranch angesiedelte Roman wurde von der New York Times als „Western, maßgeschneidert für ein Frauenmagazin“, („Western appropriately tailored for one of the ladies’ magazines“) beschrieben, und als kompetent geschrieben, aber völlig vorhersehbar bezeichnet. Auch spätere Romane erhielten ähnliche Kritiken, so wurde A Fall of Angels als „Frauenmagazinroman mit professionellem Flair“ („ladies’-magazine fiction carried off with professional flair“) bezeichnet. Happy Ending war für Kritiker Martin Levin eine „Saturday Evening Post-Collier’s kind of story“ – voller Liebeleien, Wärme, guten und bösen Menschen und einem weiten, blauen Horizont.
Als bekanntestes und bestes Buch Savages gilt The Last Night at the Ritz, das 1973 veröffentlicht wurde. Der Roman spielt an einem Tag und behandelt das Treffen von vier College-Freunden im Ritz-Carlton in Boston. Über ihre Gespräche werden Geheimnisse der Vergangenheit aufgedeckt. Der Roman erhielt sehr gute Kritiken, so nannte die New York Times die Verbindung von Gegenwart und Vergangenheit und die nostalgische Aura, die über allem liegt, einen Grund, warum Savages Roman „ein Licht in dunkler Nacht“ sei. Für das Magazin Time war der Roman ein kleiner Geniestreich. Autorin und Literaturkritikerin Nancy Pearl (* 1945) wiederveröffentlichte The Last Night at the Ritz 2012 im Rahmen ihrer „Book Lust Rediscoveries“-Reihe, was neues Leserinteresse am Roman weckte, auch wenn eine wissenschaftliche Rezeption ihrer Werke nie stattfand. Zwei Jahre später wurde auch The Girls from the Five Great Valleys durch Pearl neu aufgelegt.

## Romane
- 1961: Summer of Pride. Little Brown, Boston
- 1970: But Not for Love. Little Brown, Boston
- 1971: A Fall of Angels. Little Brown, Boston
- 1972: Happy Ending. Little Brown, Boston
- 1973: The Last Night at the Ritz. Little Brown, Boston (Neuauflage 2012)
- 1975: A Good Confession. Little Brown, Boston
- 1977: The Girls from the Five Great Valleys. Little Brown, Boston (Neuauflage 2014)
- 1978: Willowood. Little Brown, Boston
- 1980: Toward the End. Little Brown, Boston